# Бентинк, Уильям, 2-й герцог Портленд
Уильям Бентинк (англ. William Bentinck; 1 марта 1709 — 1 мая 1762) — британский аристократ, 2-й герцог Портленд, 2-й маркиз Тичфилд, 3-й граф Портленд, 3-й виконт Вудсток и 3-й барон Сайренсестер с 1726 года (до этого носил титул учтивости маркиз Тичфилд), кавалер ордена Подвязки.

## Биография
Уильям Бентинк был старшим сыном Генри Бентинка, 1-го герцога Портленда, и его жены Элизабет Ноэль. Он родился 1 марта 1709 года и с 1716 года носил титул учтивости маркиз Тичфилд. Бентинк окончил Итонский колледж. После смерти отца в 1726 году он занял место в Палате лордов как 2-й герцог Портленд. В 1739 году герцог стал членом Лондонского королевского общества, в 1755 — доктором гражданского права. В 1741 году он был награждён орденом Подвязки.
Бентинк был женат на Маргарет Харли, дочери Эдуарда Харли, 2-го графа Оксфорда и Мортимера, и Генриетты Кавендиш-Холлс. В этом браке родились:
- Элизабет Кавендиш-Бентинк (1735—1825), жена Томаса Тинна, 1-го маркиза Бата[2][3];
- Генриетта Кавендиш-Бентинк (1737—1827), жена Джорджа Грея, 5-го графа Стэмфорда[4];
- Уильям Кавендиш-Бентинк, 3-й герцог Портленд (1738—1809)[1][5];
- Эдуард Кавендиш-Бентинк (1744—1819)[6][7].